# Irenæus
Irenæus (omkring 125 -202)  var biskop af Lugdunum i Gallien (nu Lyon i Frankrig) og en af de tidlige kirkefædre og den vigtigste teolog i det 2. århundrede.
Irenæus' skrifter spillede en afgørende rolle i udviklingen af den tidlige kristne teologi, og han anerkendes som helgen af både den romersk-katolske kirke og de ortodokse kirker. Hans helgendag er 28. juni i den romersk-katolske kirke og den 23. august i den ortodokse kirke.
Han er særligt kendt for sit virke som kristen apologet (trosforsvarer). Det er forholdsvis sikkert, at Irenæus mens han stadig var meget ung, har set og hørt Polykarp, som selv havde været discipel af apostlen Johannes, og som senere  var biskop i Smyrna til sin død i år 155.

## Biografi
Irenæus blev født mellem 115 og 125 eller 130 og 142. ) Han formodes at være græker fra Polykarps hjemby, Smyrna i Lilleasien (nu Izmir i Tyrkiet); hans navn betyder "den fredelige" på græsk. Irenæus voksede op i en kristen familie og fik formentlig teologien ind med modermælken. Det forklarer hans ortodoksi. Han var stærkt påvirket af biskop Polykarp og meget stolt over på denne måde at kunne spore sin tro tilbage til de første apostles tid. Han skattede Polykarps lære, "ikke på papiret, men i mit hjerte, for de ting vi lærte i barndommen, er en del af vores sjæl". Han rejste ud i verden, studerede græsk filosofi og teologi i Rom under Justin Martyr. 
Under kristenforfølgelserne på Marcus Aurelius' tid var Irenæus præst i Lyon. De gejstlige i byen var under hårdt pres, og mange blev sat i fængsel. Da krig, pest og hungersnød blev fortolket som gudernes vrede over de kristne, vendte de hedenske folkemasser sig mod dem. I Lyon blev mange kastet for vilde dyr, og menighedens 90-årige biskop Pothinus blev slået og sparket, så han døde af det.  Folk var så opbragt, at de ikke udleverede martyrernes lig til begravelse, men brændte dem og kastede asken i Rhône for at knuse ethvert håb om opstandelse.  Irenæus blev sendt til Rom (i 177 eller 178) med et brev til pave Eleuterius om montanismen. Det var måske på grund af denne rejse, han selv slap for martyriet. Da han vendte tilbage til Gallien, fulgte han biskop Pothinus og blev dermed den anden biskop i Lyon.
Efter Marcus Aurelius fulgte der religiøs fred, og den nye biskop delte sine opgaver i to: For det første havde han pligter som præst, og for det andet som missionær. Næsten alle hans skrifter var rettet mod gnosticismen, en udspringer af kristendommen, men med et andet filosofisk grundlag for fortolkningen af bibelteksten. Gnosticismen spredtes på bekostning af ortodoks kristendom. Det mest berømte af hans værker er Adversus Haereses (Mod kætterne). Mod gnostikernes apostelskrifter og hemmelige overleveringer hævdede han "sandhedens regel", dvs. overleveringen fra apostlenes skrifter, som han kaldte "vor tros grundvold og støtte", og den mundlige overlevering fra apostlene, som biskopperne stod for. I 190 eller 191 drog Irenæus igen til Rom og opfordrede pave Viktor 1. til at opgive ekskommunikationen af de lilleasiatiske menigheder pga. uenighed om påskens dato. 
Hans dødsdag er ikke kendt, men må formodes at være sidst i 2. århundrede eller i begyndelsen af det 3.. Det er ikke sandsynligt, at han endte sine dage som martyr under Septimius Severus, selv om flere kilder beretter om det. Hieronymus omtaler Irenæus som martyr, men ingen anden tidlig forfatter omtaler ham sådan.  Han blev begravet i Johanneskirken i Lyon, som senere er blevet navngivet St. Irenæus. Graven og hans fysiske rester blev destrueret i 1562 af huguenotter.

## Teologi
Irenæus' teologi samler sig om Kristus som forløser: At Kristus som var Gud selv, blev menneske for at gøre den menneskelige natur guddommelig, ved at give den evigt liv gennem overvindelse af synd, død og djævel. Sådan giver Kristus menneskene det tilbage, der gik tabt ved Adam. Grundbegreberne hos Irenæus er som i den græske kirke "død" og "liv" (i modsætning til "synd" og "nåde", som er grundbegreber hos Augustin og Luther). 
Irenæus er kendt for sit opgør med gnosticismen og har skrevet flere værker mod gnostikerne, hvor man kan se en meget tidlig kristen teologi i støbeskeen. Irenæus havde ikke tidligere teologer at trække på, men var en vigtig faktor i kanondannelsen af de bibelske skrifter. Han var blandt de første til at definere de fire kanoniske evangelier. På hans tid cirkulerede dusinvis af evangelier i de kristne menigheder (også hans egen græsktalende indvandrermenighed i Gallien), men Irenæus insisterede på, at kun de fire var autentiske. Hans begrundelse var, at ligesom der kun eksisterer fire verdenshjørner, fire vindretninger, og fire søjler til at holde himlen oppe, kan der kun være fire evangelier. De var skrevet af Jesu egne apostle (Matthæus og Johannes), eller deres følgesvende (Markus, Peters discipel, og Lukas, Paulus' discipel). 

## Skrifter
To fuldstændige værker er bevaret fra Irenæus' hånd. Alle hans skrifter er hovedsageligt et opgør med den gnostiske tankegang, og han behandler flere teologiske emner. Han forsvarer de dødes legemlige opstandelse, han forsvarer at Gud i Det Gamle Testamente er den samme som Gud i Det Nye Testamente og er den første til at henvise til store dele af Det Nye Testamente som autoritativt skrift.